# 造橋鄉
造橋鄉（臺灣客家語四縣腔：co kieuˇ hiongˊ）位於臺灣苗栗縣西北部，介於竹南丘陵與竹南沖積平原之間。北隔中港溪、南港溪與竹南、頭份、三灣等鄉鎮市為界，西隔大肚溪大排與後龍鎮相望，東接獅潭鄉，南臨頭屋鄉。境內居民多為客家人，約佔全鄉人口的84%。
早期造橋鄉地層富含油氣，在日治時期便有開採油氣產業，並促進當地南北交通建設，後因油氣枯竭與礦場遷移而沒落。現今經濟產業主要為農業，山坡地區的林業主要栽種相思樹，其所生產的木炭為居民主要的經濟來源之一，另由於境內山多田少且氣候暖濕，使其酪農業相當發達。

## 地名由來
造橋鄉鄉名一詞由來，係由於清領時期當地與苗栗市、竹南鎮等地作為生意商旅時，常因南港溪河床深濬，海水漲潮時使得涉水渡河不易，因此當地居民捐款在此建立一座名為「登雲橋」的橋樑，以解決交通問題，故而得名「造橋」:52。

## 人口
根據苗栗縣政府民政處統計，2024年底造橋鄉戶數約4.3千戶，人口約1.2萬人，鄉內人口最多與最少的村分別是大西村與平興村，2024年底兩村人口分別為3,612人與427人。

## 政治

### 歷任首長
- 第一、二、三屆鄉長：陳阿添
- 第四、五屆鄉長：徐瑞安
- 第六屆鄉長：湯謙仁
- 第七、八屆鄉長：謝錦源
- 第九屆鄉長：鍾增坤
- 第十、十一屆鄉長：徐純仁
- 第十二、十三屆鄉長：張炳源
- 第十四、十五屆鄉長：張雙旺
- 第十六屆鄉長：陳鳳英
- 第十六屆補選鄉長、第十七屆鄉長：黃純德
- 第十八屆鄉長：黃天貴
- 第十九屆鄉長：徐連斌

### 鄉政組織

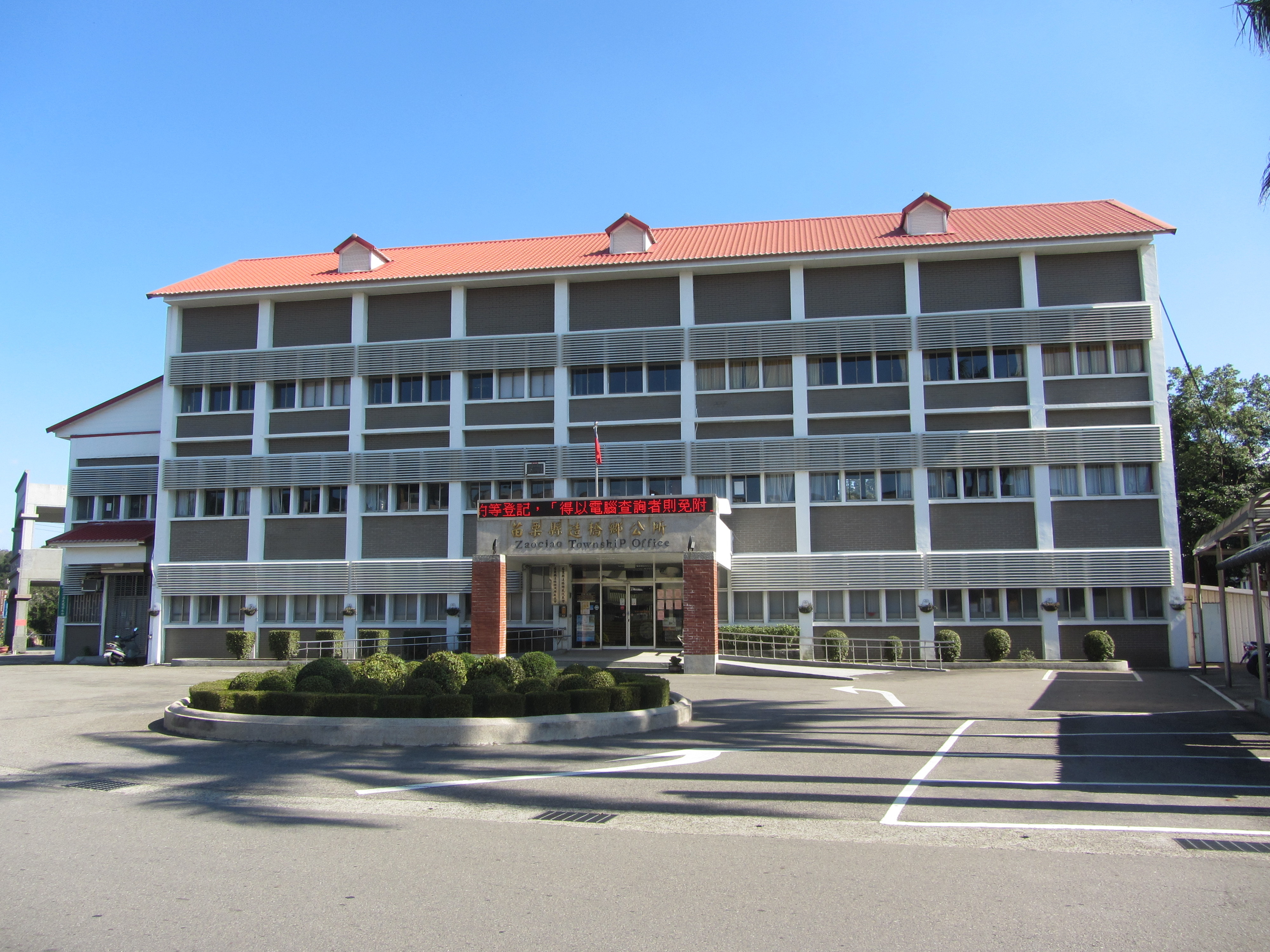
造橋鄉公所

造橋鄉公所是造橋鄉最高層級的地方行政機關，在中華民國政府架構中為鄉自治的行政機關，同時負責執行縣政府及中央機關委辦事項，造橋鄉的自治監督機關為苗栗縣政府。鄉長由全體鄉民直接選舉產生，任期為四年，可連選連任一次。造橋鄉公所並置鄉政會議，為鄉政最高決策機構，在鄉長之下，設有4課4室等8個內部單位及3個附屬機關。
造橋鄉民代表會是造橋鄉的最高民意機關，代表造橋鄉全體鄉民立法和監察鄉政。鄉民代表由公民直選選出，任期為四年，可連選連任。造橋鄉民代表會共有11位鄉民代表，分別為第一選區2席鄉民代表、第二選區1席鄉民代表、第三選區5席鄉民代表、第四選區3席鄉民代表，主席、副主席由11位鄉民代表互選產生。

### 行政區
現今造橋鄉行政範圍的確立，來自於1920年，日本將臺灣十二廳改為五州二廳，設造橋屬新竹州竹南郡。造橋庄轄造橋、赤崎子、大桃坪、牛欄湖、淡文湖、潭內等6個大字。1946年，改為「造橋鄉」，屬新竹縣竹南區。1950年，調整行政區域，造橋鄉改隸新成立的苗栗縣。
| 造橋鄉行政區劃                                                             |
| 朝 陽 村 談 文 村 龍 昇 村 造橋村 豐 湖 村 平興村 大西村 錦 水 村 大 龍 村 |

- 大西村、平興村、朝陽村、錦水村、豐湖村
- 大龍村、造橋村、談文村、龍昇村

### 警政治安
- 內政部警政署國道公路警察局第二隊隊部
  - 造橋分隊
  - 後龍分隊
- 苗栗縣警察局竹南分局
  - 造橋分駐所
  - 談文派出所

## 教育

### 大專院校
- 育達科技大學

### 國民中學
- 苗栗縣立造橋國民中學
- 苗栗縣立大西國民中學

### 國民小學
- 苗栗縣造橋鄉造橋國民小學
- 苗栗縣造橋鄉談文國民小學
- 苗栗縣造橋鄉龍昇國民小學
- 苗栗縣造橋鄉僑樂國民小學
- 苗栗縣造橋鄉錦水國民小學

## 交通

### 鐵路
臺灣鐵路公司
- 臺中線：造橋車站
- 海岸線：談文車站

### 公路
- 國道一號（中山高速公路）
  - 造橋收費站（117），2013年12月30日實施計程收費後廢除
- 國道三號（福爾摩沙高速公路）
  - 後龍收費站（123），2013年12月30日實施計程收費後廢除
  - 大山交流道（124），位於造橋鄉與後龍鎮的交界處。
- 台1線
- 台13線
  - 台13甲線

### 公車客運
公路客運行經造橋市區主要的路線有5803路（新竹至苗栗，經竹南）等1條路線，提供鄉民搭乘及新竹市、竹南鎮、頭份市、後龍鎮及苗栗市等鄰近鄉鎮轉運之用。另有5807路（新竹至後龍，經頭份）、5807A路（新竹至後龍，經頭份、高鐵苗栗站）、5811路（竹南至後龍，經海寶里）等3條路線行駛台1線至新竹車站、香山、竹南車站、後龍車站等地，5801路（新竹至苗栗，經頭份、明德）與5801A路（新竹至苗栗，經頭份、明德，繞駛經國路）等2條路線則行駛台13線至新竹車站、香山、頭份總站、頭屋、苗栗站等地。

## 旅遊

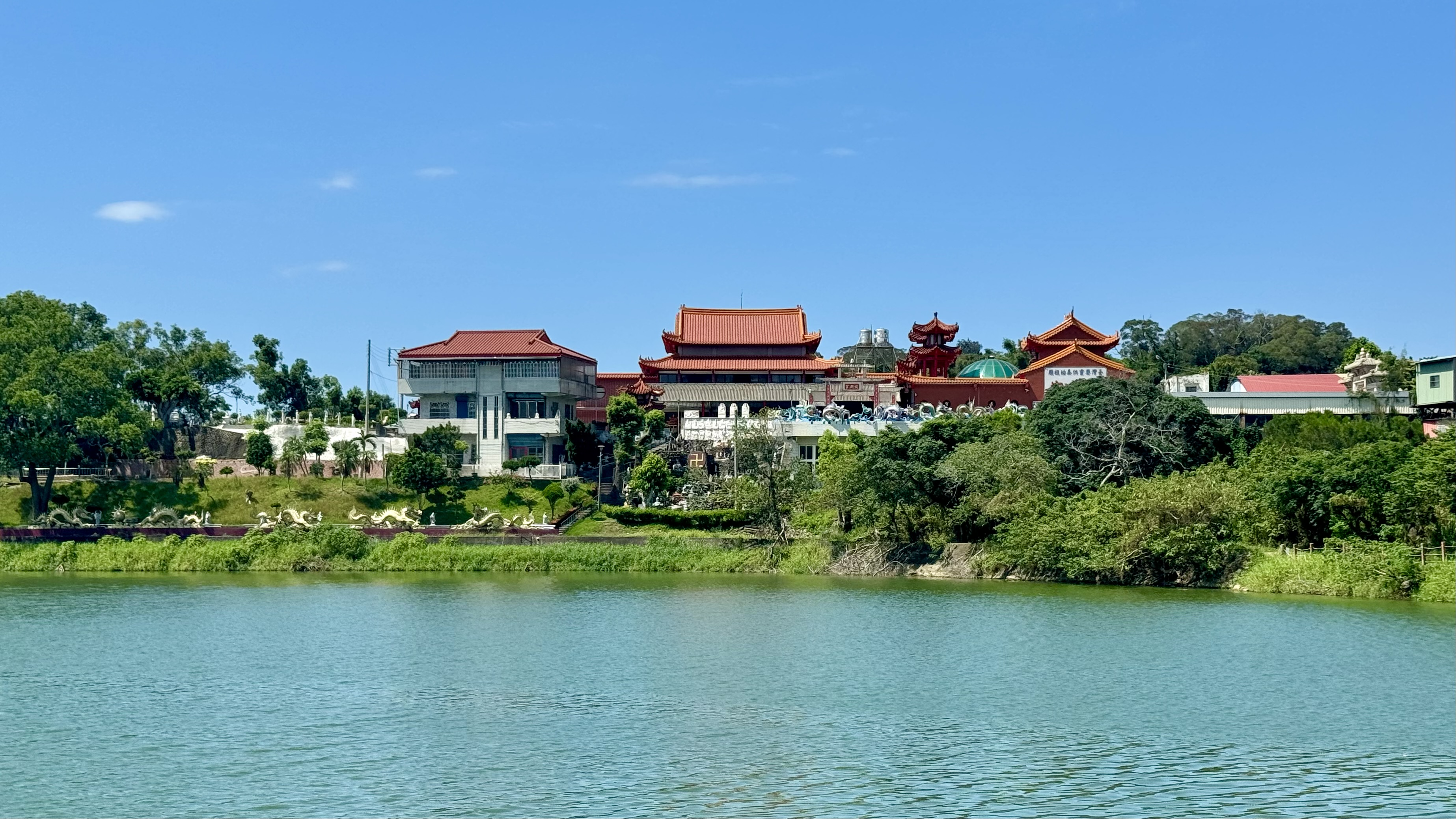
龍昇湖與龍湖宮

- 談文車站：為海線的鐵路車站，木造建築招呼站
- 造橋車站：為山線的鐵路車站，招呼站
- 穿月生態園區（已歇業）
  - 見返坂隧道（已廢止，又名西坑尾隧道、穿月隧道）
  - 造橋隧道（已廢止，又名西坑尾隧道）
  - 山線鐵路134號誌站（已廢止，原址今為省道台13甲線）
- 谷巴休閒渡假村
  - 木炭文物館
- 鄭漢步道
  - 鄭漢紀念碑
- 神龍山莊
- 龍昇湖
- 龍湖宮：主祀玄天上帝
- 劍潭古道
- 劍潭水庫
- 苗栗縣農會酪農鮮乳加工廠（已結束營業）
  - 將軍牛奶
- 牛奶的故鄉石碑
- 力馬原住民生活工坊
- 造橋口山步道
- 天賜佛院
- 香格里拉樂園

## 特產
- 牛奶：將軍鮮乳
- 南瓜（造橋南瓜節）
- 文旦
- 土雞
- 木炭（造橋木炭文物館）

## 外部連結
- 造橋鄉公所 （页面存档备份，存于）（繁體中文）
- 苗栗縣造橋鄉公所的Facebook專頁（繁體中文）